# Papa Dee
David Christopher Daniel Wahlgren (né le 13 juillet 1966), plus connu sous son nom de scène Papa Dee, est un chanteur suédois de reggae et de pop. Il fait partie du groupe Brooklyn Funk Essentials. 

## Carrière musicale
Après des débuts entre hip-hop et reggae en 1988, avec un single nommé « Funky Raggamuffin/Let the Music Play », il rejoint le groupe Stonefunkers en tant que rappeur, puis accompagne le duo Rob'n'Raz durant quelques années. 
Parallèlement à cela il sort en 1990 un premier album solo nommé Lettin' Off Steam. Viennent ensuite One Step Ahead, orienté vers la soul et le reggae, et Original Master de type Eurodance. Les suivants sont en lien avec diverses collaborations.

## Brooklyn Funk Essentials
À partir de 1993 il participe à ce collectif en tant que chanteur. Le premier album Cool and Steady and Easy ayant connu un grand succès, il est présent lors des différentes tournées du groupe ainsi que pour les albums suivants et leurs singles : The Creator Has a Master Plan (1995), Big Apple Boogaloo (1997), Magick Karpet Ride (1999), ainsi que Mambo Con Dancehall (2000).

## Vie personnelle
Né à Gothenburg (Suède) d'une mère suédoise et d'un père ghanéen. Ce dernier a quitté la famille alors que David Christopher était encore jeune.

## Discographie

### Solo
- Lettin' Off Steam (1990)
- One Step Ahead (1993)
- Original Master (1994)
- The Journey (1996)
- Island Rock (1998)
- The Man Who Couldn't Say No (2001)
- Live It Up! (2004)
- A Little Way Different (2008)

### Brooklyn Funk Essentials
- Cool and Steady and Easy (1994)
- In the Buzzbag (1998)
- Make Them Like It (2000)
- Watcha Playin (2009)

### Autres
- Debut studio album - The Bitter Twins (TBA)